# La Grand-Combe
La Grand-Combe – miejscowość i gmina we Francji, w regionie Oksytania, w departamencie Gard.
Według danych na rok 1990 gminę zamieszkiwało 7107 osób, a gęstość zaludnienia wynosiła 592 osoby/km² (wśród 1545 gmin Langwedocji-Roussillon La Grand-Combe plasuje się na 36. miejscu pod względem liczby ludności, natomiast pod względem powierzchni na miejscu 648.).